# JR難波駅
JR難波駅（ジェイアールなんばえき）は、大阪府大阪市浪速区湊町一丁目にある、西日本旅客鉄道（JR西日本）関西本線の駅である。駅番号はJR-Q17。同路線の終着駅であり、「大和路線」の愛称区間に含まれている。

## 概要
1994年に湊町駅（みなとまちえき）から現在の駅名に変更した。駅の旧称や駅所在地の現行町名から「難波」に位置していないと評されることがあるが、難波村の東部に江戸時代中期以降に形成された難波新地（現在の中央区難波）の繁華街を指して「難波」と称することが多いだけであって、当駅は広義の難波に位置する駅である（他に汐見橋駅、芦原町駅、桜川駅も広義の難波に位置する駅である）。
難波や道頓堀といったミナミの繁華街からは西へ外れた場所に位置しているため、南海電気鉄道（南海）の難波駅、大阪市高速電気軌道（Osaka Metro）の難波駅、近畿日本鉄道（近鉄）・阪神電気鉄道（阪神）の大阪難波駅と比べて利用者数が少ない。これら3駅とOsaka Metroの日本橋駅、近鉄の近鉄日本橋駅とは地下通路や地下街（千日前通地下のなんばウォーク、南海の難波駅前地下のNAMBAなんなん）を介して結ばれている。また、高速バスターミナルを併設する複合商業施設の大阪シティエアターミナル（OCAT）と直結している。
かつては関西本線における大阪側のターミナル駅として、東京・名古屋・伊勢方面からの優等列車が当駅発着で運転されていたが、東海道新幹線や東海道本線経由の優等列車および近鉄特急と競合し、1973年に全廃された。以後、当駅発着の列車で加茂駅を超えて運行される定期列車の設定はない。関西国際空港開業により当駅始発の関西空港方面への関空快速が発着していたが、2008年に全て大阪環状線への直通運転に統一された。
空港アクセス改善を目指して当駅と大阪駅（地下ホーム）を結ぶなにわ筋線が2031年度に開業予定。

### 当駅からの接続路線
当駅はOsaka Metro四つ橋線の駅とは近接しているが、それ以外の駅とは距離がある。
- 南海電気鉄道 難波駅[注 1](NK01)
  - 南海本線（空港線）
  - 高野線
- 大阪市高速電気軌道 (Osaka Metro) 難波駅[注 1]
  - 御堂筋線 (M20)
  - 四つ橋線 (Y15)
  - 千日前線 (S16)
- 近畿日本鉄道 大阪難波駅 (A01)
  - A近鉄難波線（奈良線）
- 阪神電気鉄道 大阪難波駅 (HS 41)
  - 阪神なんば線

### 駅名の由来
駅開業の1889年から1994年まで湊町駅と称しており、道頓堀川八丁のひとつである道頓堀湊町（駅開業時は大阪市南区湊町）に開業したことによる。ただし、当時の湊町の範囲は道頓堀川に面した狭小なもので、駅構内の大半は西成郡難波村（のち大阪市に編入され、難波東円手町）に位置していた（現在の湊町の範囲は1980年に拡大されたものである）。1989年の駅移転によって、元来の湊町から完全に離れて難波側にのみ位置するようになり、地下駅化して他社の難波駅と連絡する計画もあったため、1994年9月4日の関西国際空港開港と同日にJR難波駅に改称された。
なお、正式駅名として「JR」を冠したのはJRグループ各社を通して初めてである。これ以降、JR西日本には「JR」を冠した駅名が登場するようになった。なお、JR西日本以外のJRグループ各社に「JR」を冠する駅は無い。

## 歴史

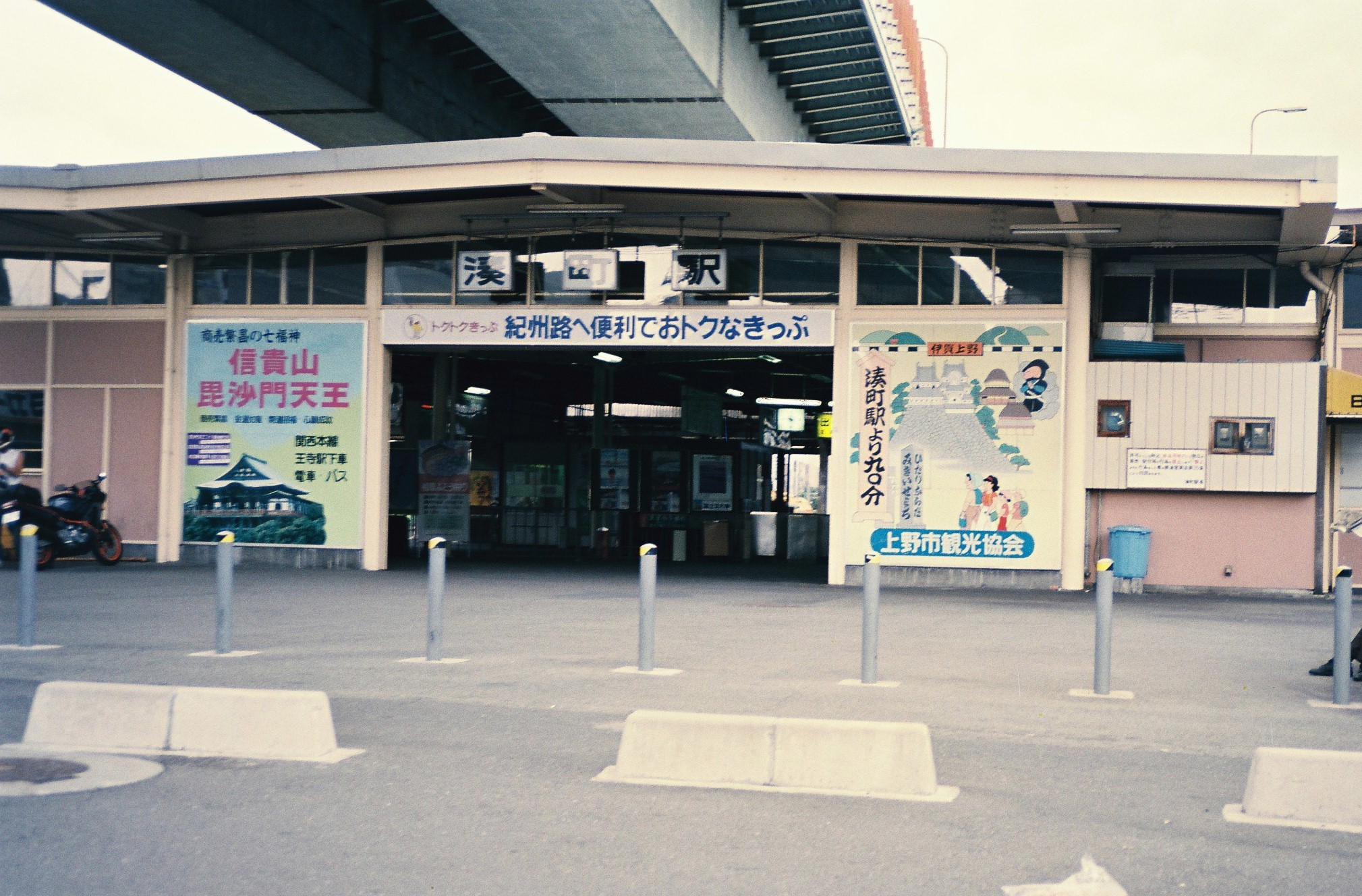
湊町駅舎（1987年8月）

- 1889年（明治22年）5月14日：大阪鉄道の湊町駅（みなとまちえき、一般駅）として開業し[3]、同社の創業路線である湊町駅 - 柏原駅間の起点となる。
- 1900年（明治33年）6月6日：大阪鉄道の路線を関西鉄道が承継し、同社の駅となる。
- 1907年（明治40年）10月1日：国有化により官営鉄道の駅となる[3]。
- 1909年（明治42年）10月12日：線路名称制定により、関西本線所属となる[4]。
- 1973年（昭和48年）9月20日：関西本線湊町駅 - 奈良駅間の電化が完成し、10月1日までに当駅発着の全ての定期旅客列車が電車による運転となる。それに伴い、9月30日をもって急行「かすが」の始発駅が奈良駅に変更され、当駅発着の優等列車が消滅する。
- 1985年（昭和60年）3月14日：貨物の営業が廃止され、旅客駅となる[3]。
- 1986年（昭和61年）11月1日：荷物扱い廃止[3]。
- 1987年（昭和62年）4月1日：国鉄分割民営化により西日本旅客鉄道（JR西日本）の駅となる[3]。
- 1988年（昭和63年）3月13日：路線愛称の制定により、関西本線の当駅 - 加茂駅間で「大和路線」の愛称を使用開始。
- 1989年（平成元年）12月28日：南西へ約200m移転する[3][5]。
  - 元の駅舎があったところは、北方を迂回していた千日前通を西へ直進させ、元の千日前通と駅舎跡の一部に湊町リバープレイスが2002年7月16日に開業した。
- 1994年（平成6年）9月4日：JR難波駅に改称する[2]。これにより、JR各社では初めて「JR」を冠した駅となる[2]。関西国際空港へのアクセス列車として、阪和線・関西空港線へ直通する関空快速の運行を開始する[2]。
- 1996年（平成8年）3月22日：連続立体交差事業により、JR西日本では初の地下駅となる[6]。
- 1998年（平成10年）7月11日：自動改札機を設置し、供用開始[7]。
- 2003年（平成15年）11月1日：ICカード「ICOCA」の利用が可能となる[8]。
- 2008年（平成20年）3月15日：ダイヤ改正に伴い、当駅を発着する関空快速の運用が廃止される。関空快速は大阪方面へ直通するようになる。
- 2009年（平成21年）10月4日：大阪環状・大和路線運行管理システム導入。
- 2015年（平成27年）5月9日：南海難波駅付近で不発弾処理を行った影響で南海本線・南海高野線の一部区間が運休。これに伴って阪和線鳳駅始発当駅行きの臨時快速電車が3本運転され、2008年以来7年ぶりに223系が、また旅客電車では初めて225系が8両編成で入線した。
- 2018年（平成30年）3月17日：駅ナンバリングが導入される。

## 駅構造

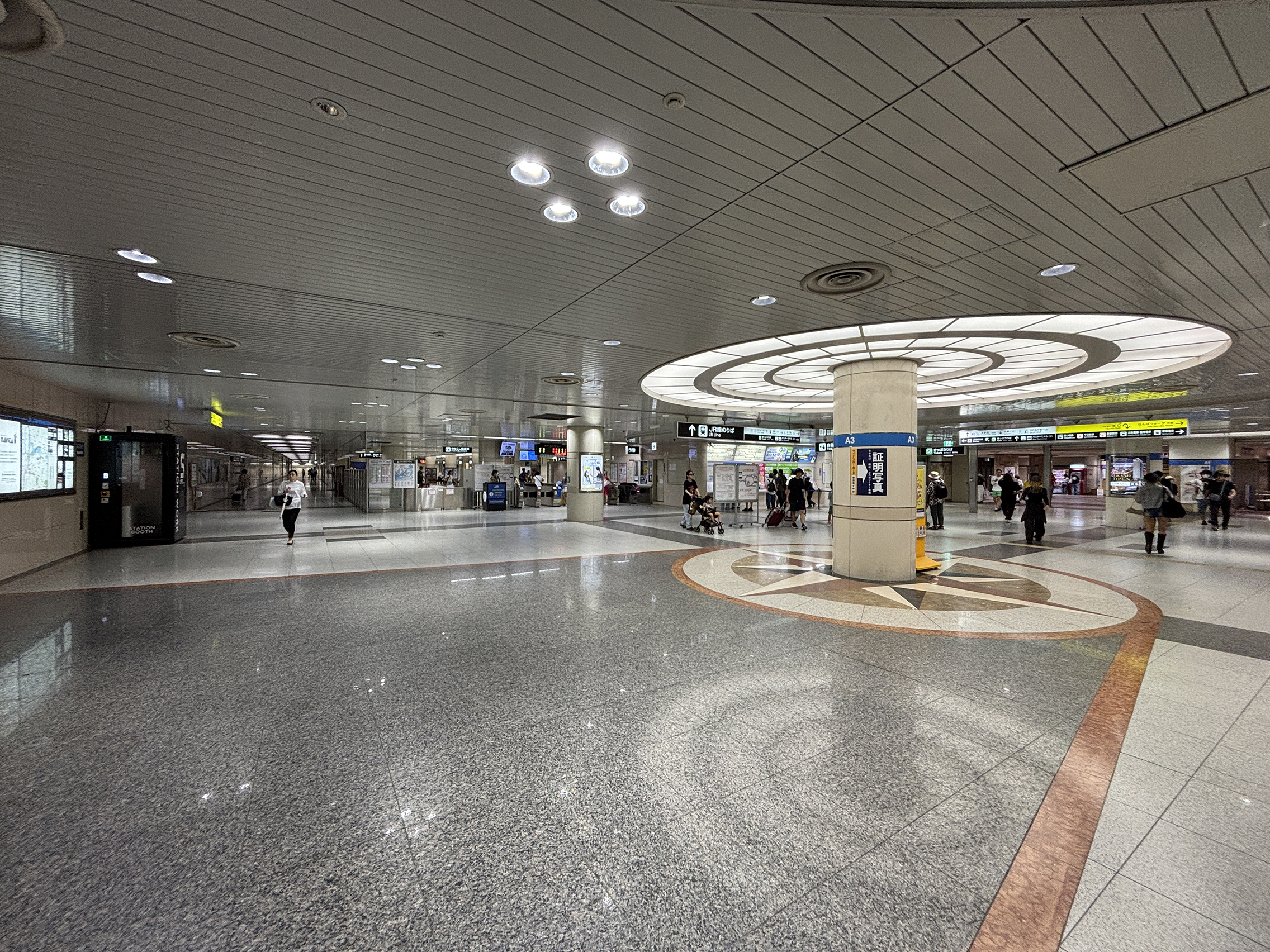
駅ロビー（2025年7月）

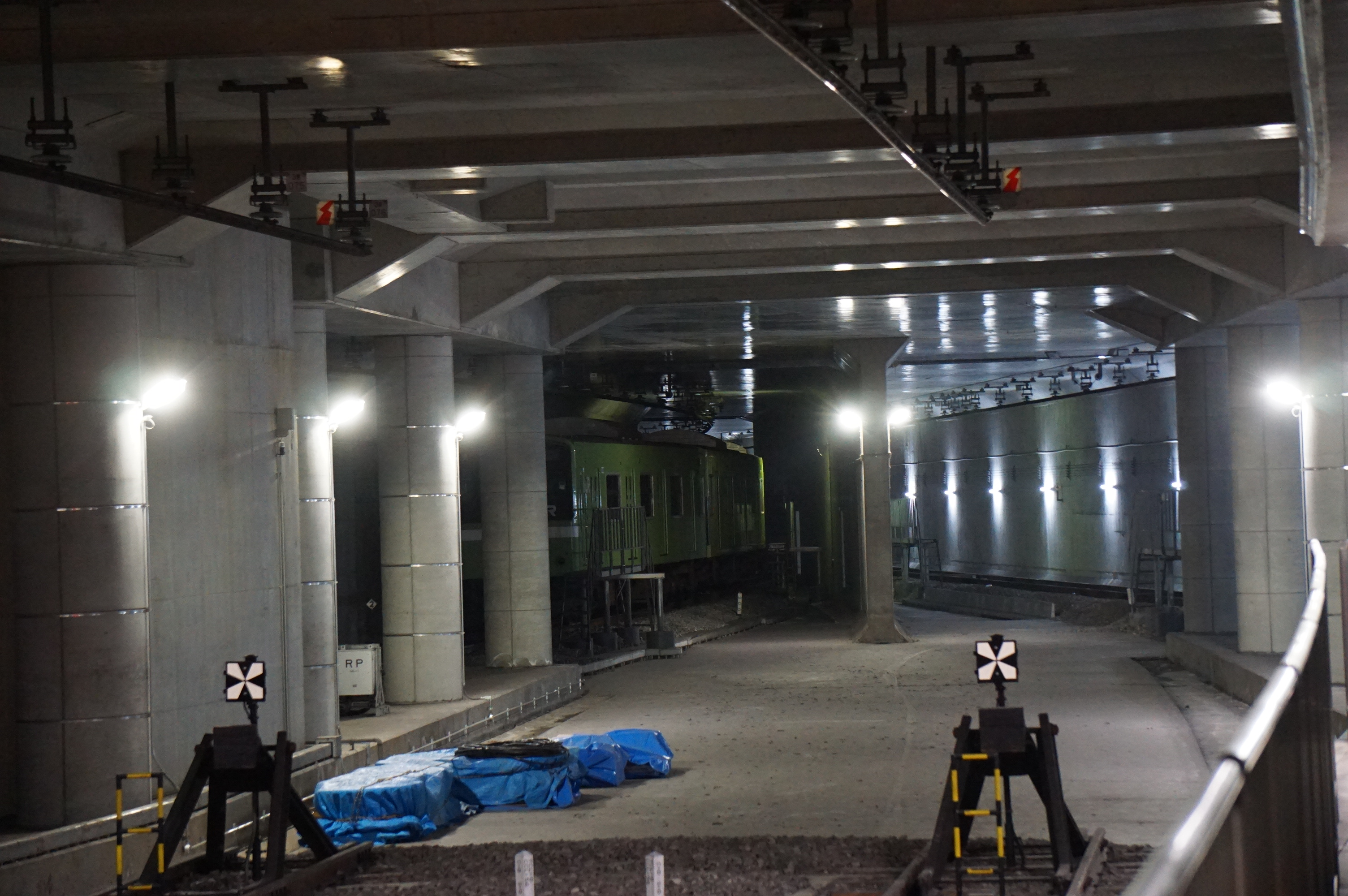
車止めの先にあるなにわ筋線への接続準備（2017年11月）

新今宮駅が管理する直営駅で、JRの特定都区市内制度における「大阪市内」に属している。ICカード乗車券「ICOCA」の利用も可能である（相互利用可能ICカードはICOCAの項を参照）。
今宮駅から続いた地下線の「なにわトンネル」による島式ホーム2面4線を持ち、大阪シティエアターミナル (OCAT) の真下にある地下駅である。架線は剛体架線である。終着駅ではあるが頭端式ホームではなく、将来のなにわ筋線の大阪駅 - 当駅間の開業を見越して通過構造となっているほか、1番線と4番線の奥に引き上げ線がある。

### のりば
ホームは主に、1・2番のりばには普通電車が、3・4番のりばには快速電車がそれぞれ発着する。1994年9月4日から2008年3月14日までは関空快速（当駅 - 関西空港駅間）が昼間1時間に1本発着していた。
| のりば | 路線     | 行先                        |
| ------ | -------- | --------------------------- |
| 1 - 4  | 大和路線 | 天王寺・奈良方面 / 高田方面 |

- 上表の路線名は旅客案内上の名称（愛称）で表記している。

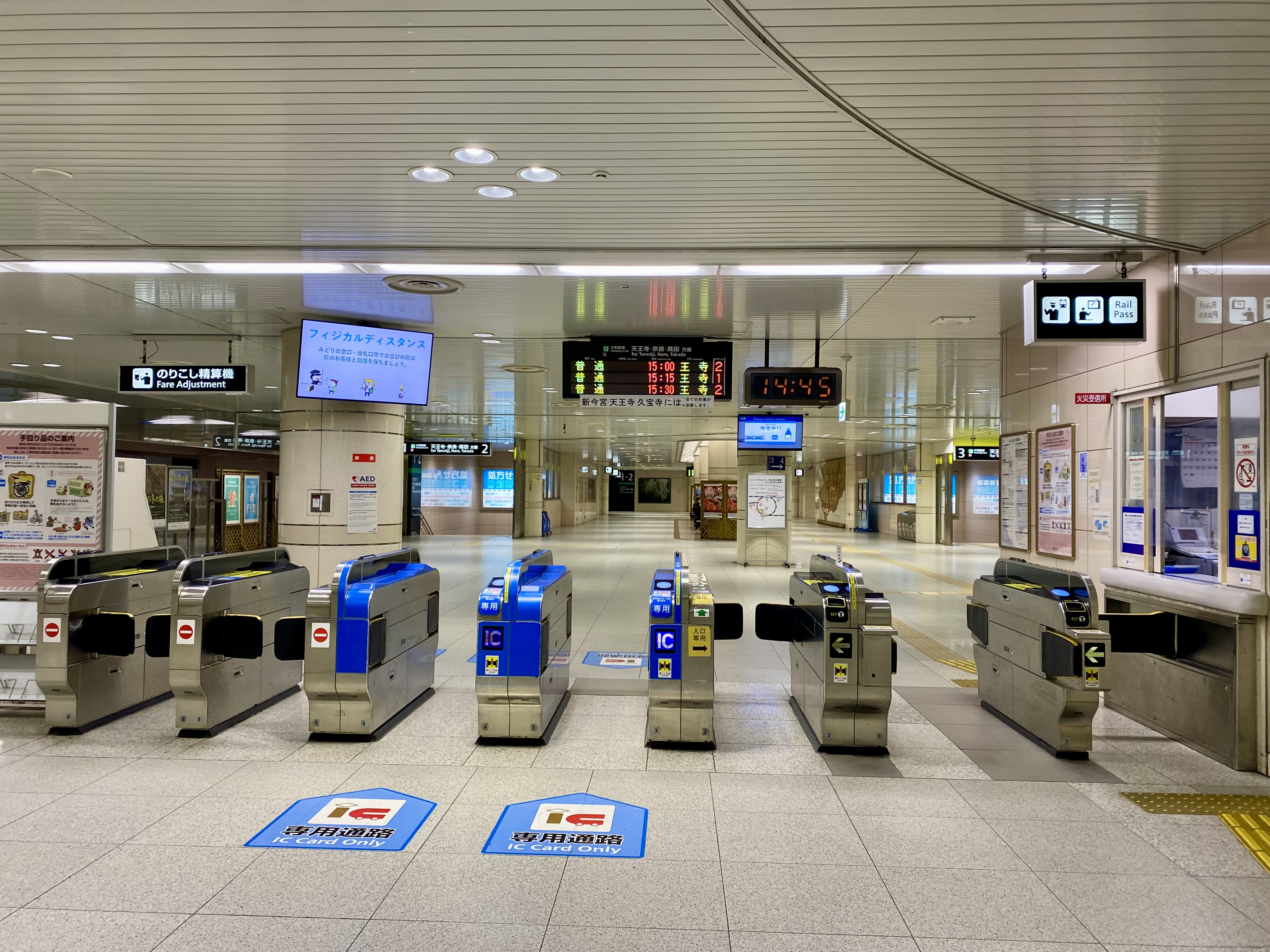
改札口（2022年2月）
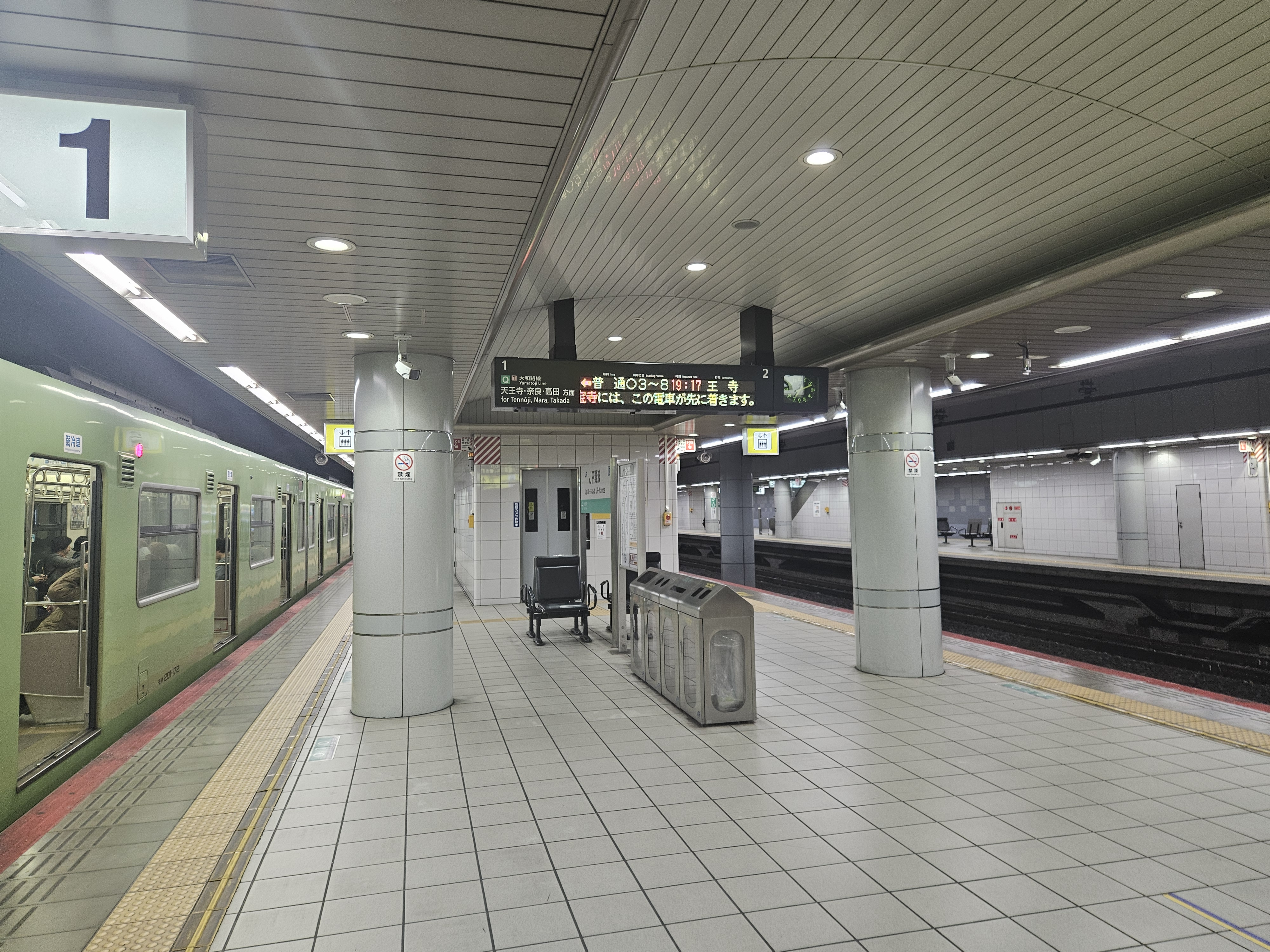
ホーム（2025年3月）
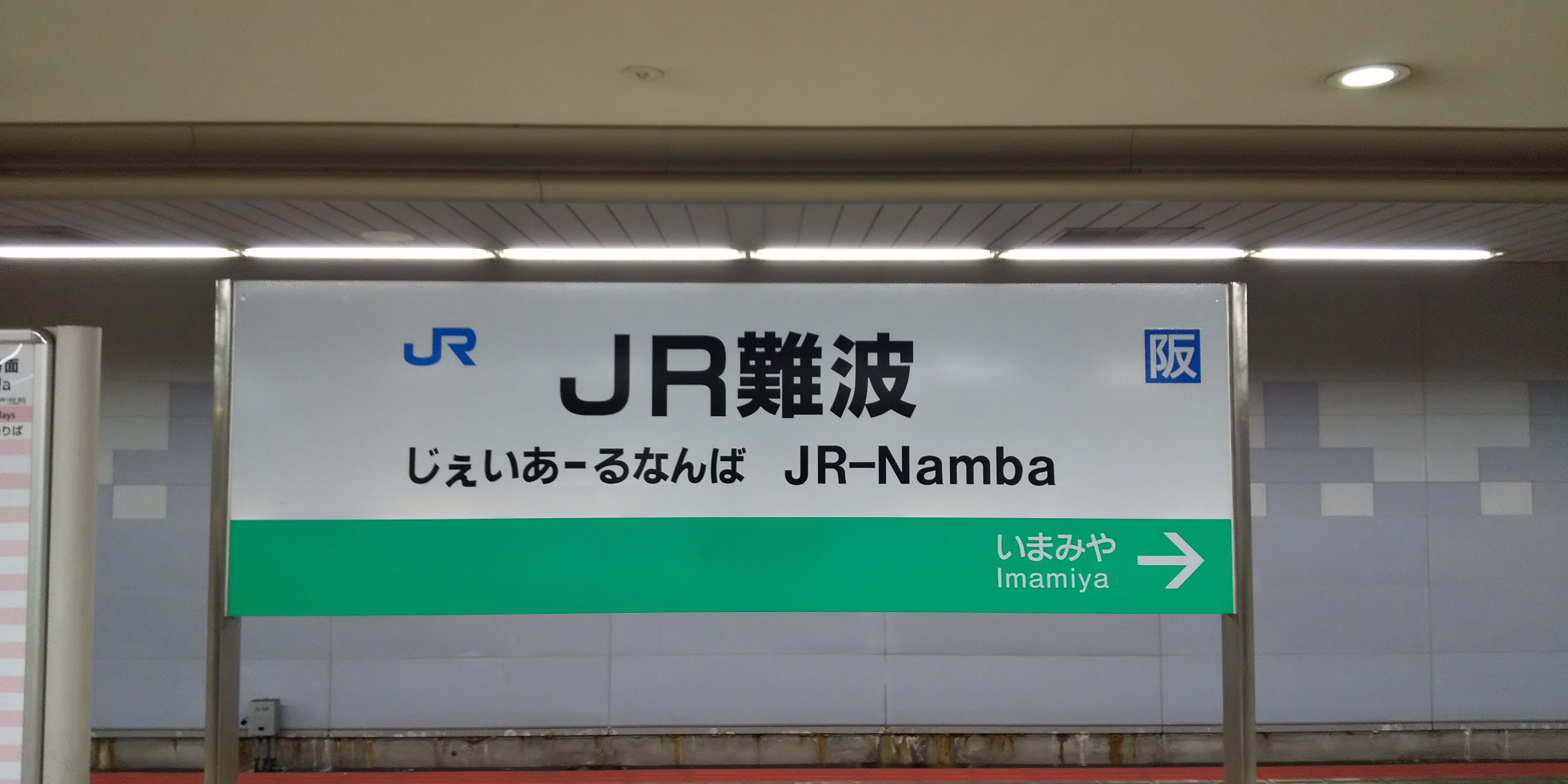
駅名標（2020年1月）

### 地上駅時代
1996年3月に地下化される前は地上駅で、櫛形ホームを設置していた。ホームの表示は2・3・5・6番線（のちに2・3・4・5番線、さらに1・2・4・5番線、そして0・1・2・3・4番線に変更）となっていて、欠番となっている番号は蒸気機関車付け替えのための機回し線にあてられていた（のちに撤去）。国鉄時代は、急行「かすが」は2番線、夜行寝台急行「大和」は3番線から発車していた。
西側に貨車入換用の線路が広がり、駅操車場内の南端には蒸気機関車の転車台が設けられていた（現在は振興局詰所）。また、道頓堀川から駅構内へ入堀が開削されていた。南側には留置線が広がり、夜間滞泊の車両が留置されていた。
現在のOCAT南縁のあたりに、駅構内を東西に横断する歩行者用の跨線橋が架けられていた。跨線橋の東側の上り口付近には、駅職員のための厚生施設（理髪室、浴場）も設けられており、地元の人も利用できた。
また、車両が通行できる踏切は駅南側にあり、それも貨車入換線を横切る長さ50m近い踏切だったため、時々「開かずの踏切」となっていた。

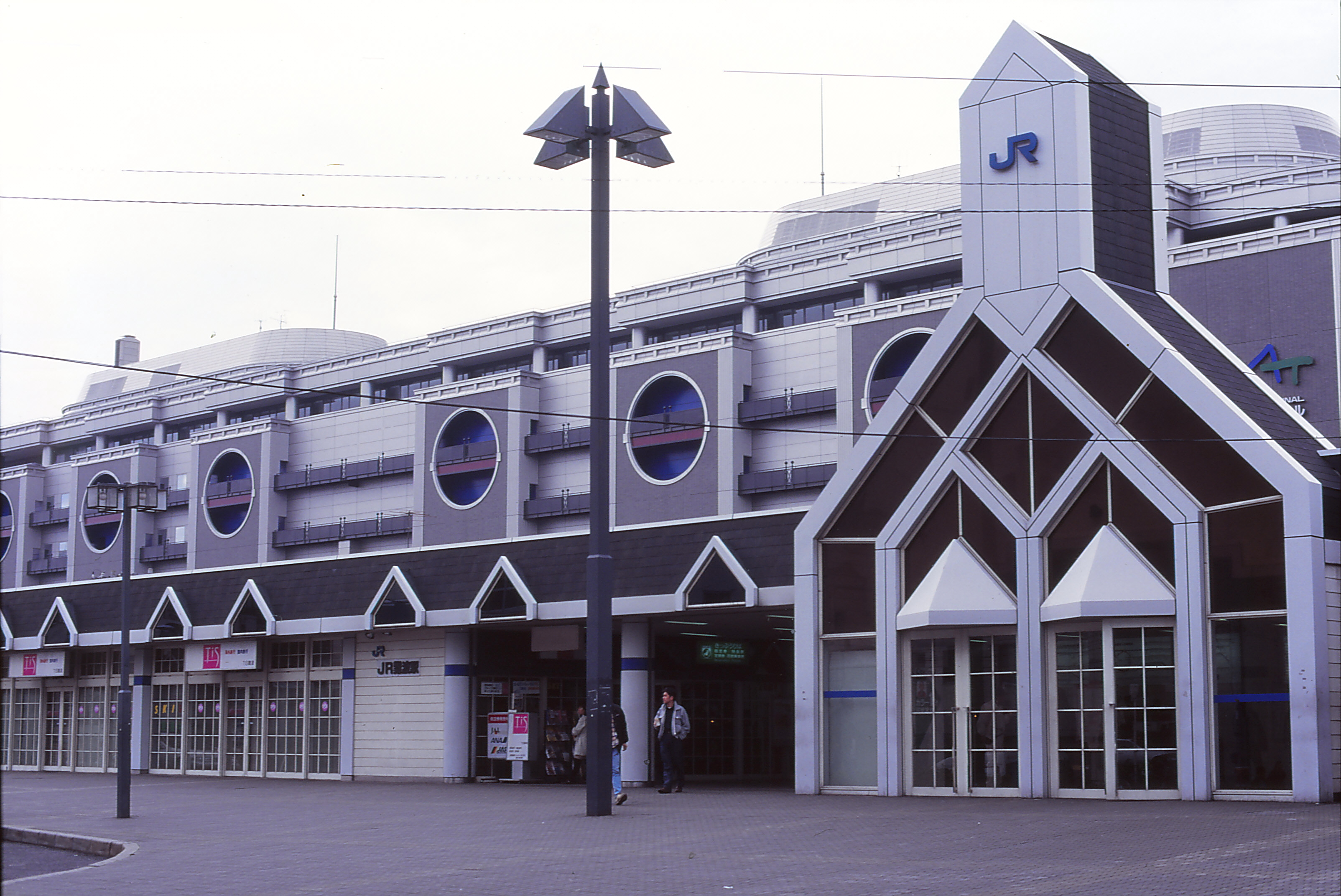
JR難波駅入口（1996年）
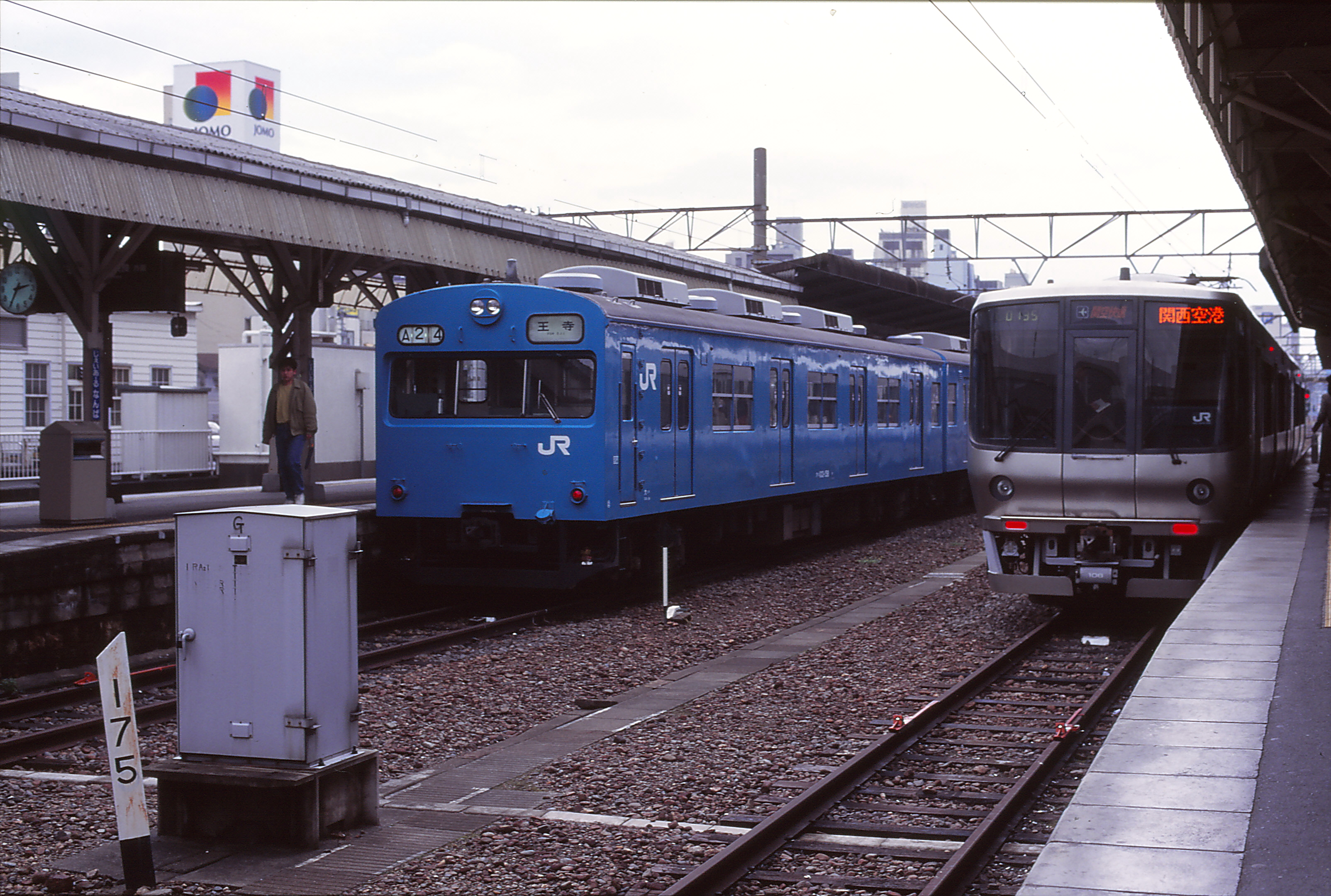
駅構内にある175キロポスト（1996年）

## 利用状況
2023年（令和5年）度の1日平均乗車人員は18,630人。中央区難波や道頓堀などに広がる繁華街から西へ離れていることや、近年では大和路線（関西本線）の快速が当駅発着から大阪環状線直通にシフトしつつあることもあり、難波駅 (Osaka Metro)、難波駅 (南海)、大阪難波駅に比べて利用者数は少ない。大和路線の利用者が難波の繁華街へアクセスする場合も、天王寺駅でOsaka Metro御堂筋線に乗り換えて難波駅(Osaka Metro)を利用することが少なくない。当駅発着の大和路線の電車が減っていることもあり、2021年度以降はJR西日本管内の上位50駅からは陥落。
各年度の1日平均乗車人員は下表の通り。
| 年度               | 1日平均 乗車人員 | 増減率 | 順位 | 定期利用状況 | 定期利用状況 | 出典     | 出典          |
| 年度               | 1日平均 乗車人員 | 増減率 | 順位 | 1日平均      | 定期率       | JR       | 大阪府        |
| ------------------ | ---------------- | ------ | ---- | ------------ | ------------ | -------- | ------------- |
| 1988年（昭和63年） | 21,708           |        |      | 12,143       | 55.9%        |          | [ 大阪府 1 ]  |
| 1989年（平成元年） | 20,565           | -5.3%  |      | 12,465       | 60.6%        |          | [ 大阪府 1 ]  |
| 1990年（平成02年） | 22,209           | 8.0%   |      | 13,183       | 59.4%        |          | [ 大阪府 2 ]  |
| 1991年（平成03年） | 23,706           | 6.7%   |      | 13,964       | 58.9%        |          | [ 大阪府 3 ]  |
| 1992年（平成04年） | 24,396           | 2.9%   |      | 14,545       | 59.6%        |          | [ 大阪府 4 ]  |
| 1993年（平成05年） | 23,746           | -2.7%  |      | 15,101       | 63.6%        |          | [ 大阪府 5 ]  |
| 1994年（平成06年） | 24,174           | 1.8%   |      | 15,815       | 65.4%        |          | [ 大阪府 6 ]  |
| 1995年（平成07年） | 26,821           | 10.9%  |      | 17,190       | 64.1%        |          | [ 大阪府 7 ]  |
| 1996年（平成08年） | 29,221           | 8.9%   |      | 18,392       | 62.9%        |          | [ 大阪府 8 ]  |
| 1997年（平成09年） | 28,515           | -2.4%  |      | 17,900       | 62.8%        |          | [ 大阪府 9 ]  |
| 1998年（平成10年） | 28,208           | -1.1%  |      | 17,575       | 62.3%        |          | [ 大阪府 10 ] |
| 1999年（平成11年） | 27,935           | -1.0%  |      | 17,298       | 61.9%        |          | [ 大阪府 11 ] |
| 2000年（平成12年） | 27,901           | -0.1%  |      | 17,172       | 61.5%        |          | [ 大阪府 12 ] |
| 2001年（平成13年） | 28,247           | 1.2%   |      | 17,121       | 60.6%        |          | [ 大阪府 13 ] |
| 2002年（平成14年） | 28,325           | 0.3%   |      | 17,097       | 60.4%        |          | [ 大阪府 14 ] |
| 2003年（平成15年） | 28,725           | 1.4%   |      | 17,148       | 59.7%        |          | [ 大阪府 15 ] |
| 2004年（平成16年） | 28,561           | -0.6%  |      | 17,222       | 60.3%        |          | [ 大阪府 16 ] |
| 2005年（平成17年） | 28,556           | -0.0%  |      | 17,286       | 60.5%        |          | [ 大阪府 17 ] |
| 2006年（平成18年） | 28,414           | -0.5%  |      | 17,172       | 60.4%        |          | [ 大阪府 18 ] |
| 2007年（平成19年） | 27,963           | -1.6%  |      | 16,840       | 60.2%        |          | [ 大阪府 19 ] |
| 2008年（平成20年） | 27,299           | -2.4%  |      | 16,331       | 59.8%        |          | [ 大阪府 20 ] |
| 2009年（平成21年） | 26,664           | -2.3%  |      | 15,793       | 59.2%        |          | [ 大阪府 21 ] |
| 2010年（平成22年） | 26,810           | 0.5%   |      | 15,685       | 58.5%        |          | [ 大阪府 22 ] |
| 2011年（平成23年） | 26,426           | -1.4%  |      | 15,527       | 58.8%        |          | [ 大阪府 23 ] |
| 2012年（平成24年） | 26,348           | -0.3%  |      | 15,074       | 57.2%        |          | [ 大阪府 24 ] |
| 2013年（平成25年） | 26,334           | -0.1%  | 29位 | 14,971       | 56.9%        | [ JR 1 ] | [ 大阪府 25 ] |
| 2014年（平成26年） | 25,532           | -3.0%  | 32位 | 14,380       | 56.3%        | [ JR 2 ] | [ 大阪府 26 ] |
| 2015年（平成27年） | 25,459           | -0.3%  | 33位 | 14,182       | 55.7%        | [ JR 3 ] | [ 大阪府 27 ] |
| 2016年（平成28年） | 24,913           | -2.1%  | 36位 | 13,791       | 55.4%        | [ JR 4 ] | [ 大阪府 28 ] |
| 2017年（平成29年） | 24,668           | -1.0%  | 38位 | 13,492       | 54.7%        | [ JR 5 ] | [ 大阪府 29 ] |
| 2018年（平成30年） | 24,387           | -1.1%  | 39位 | 13,391       | 54.9%        | [ JR 6 ] | [ 大阪府 30 ] |
| 2019年（令和元年） | 23,944           | -1.8%  | 43位 | 13,084       | 54.6%        | [ JR 7 ] | [ 大阪府 31 ] |
| 2020年（令和02年） | 16,754           | -30.0% | 46位 | 10,843       | 64.7%        | [ JR 8 ] | [ 大阪府 32 ] |
| 2021年（令和03年） | 16,440           | -1.9%  |      | 10,157       | 61.8%        |          | [ 大阪府 33 ] |
| 2022年（令和04年） | 17,930           | 9.1%   |      | 10,156       | 56.6%        |          | [ 大阪府 34 ] |
| 2023年（令和05年） | 18,630           | 3.9%   |      | 10,089       | 54.2%        |          | [ 大阪府 35 ] |

## 駅周辺
難波駅および大阪難波駅とは地下通路や地下街で結ばれている。Osaka Metro四つ橋線の難波駅および近鉄・阪神の大阪難波駅（西口）とは比較的近いが、Osaka Metro千日前線・御堂筋線の難波駅や南海の難波駅とは離れており、南海との乗り換えは2駅先の新今宮駅の方が便利である。
難波新地（現・中央区難波）およびミナミの南北基軸となる心斎橋筋・戎橋筋といった繁華街の中心からはやや西へ外れて距離がある反面、ファッションの街である南堀江（大阪市西区）へのアクセスが良く、最寄駅のひとつとなっている。また、Osaka Metro千日前線の桜川駅へも近い。
なにわトンネルの地上部（地下化以前の線路跡）は難波塩草敷津公園 と称する都市公園となっており、南北に細長い区画を有する。

### 商業施設
- 大阪シティエアターミナル (OCAT)
  - 大阪宝くじドリーム館
- マルイト難波ビル
  - ライフ なんば店
  - ダイキ なんば店
  - ジュンク堂書店 難波店
  - ホテルモントレ グラスミア大阪（山王美術館）
- KOHYO 難波湊町店
- なんばウォーク

### 教育
- 駿台予備学校 大阪南校
- 代々木ゼミナール 大阪南校
- 四谷学院 なんば校
- 大阪市立難波元町小学校

### その他
- 湊町リバープレイス
  - なんばHatch
  - エフエム大阪
- 産経新聞大阪本社
- 東洋テック本社
- 富永病院
- 大野記念病院
- 天然温泉スパディオ - カプセルホテル併設
- 浪速消防署
- 難波塩草敷津公園
- アパホテル&リゾート〈大阪なんば駅前タワー〉
- 千日前通・阪神高速15号堺線
- 四つ橋筋
- なにわ筋

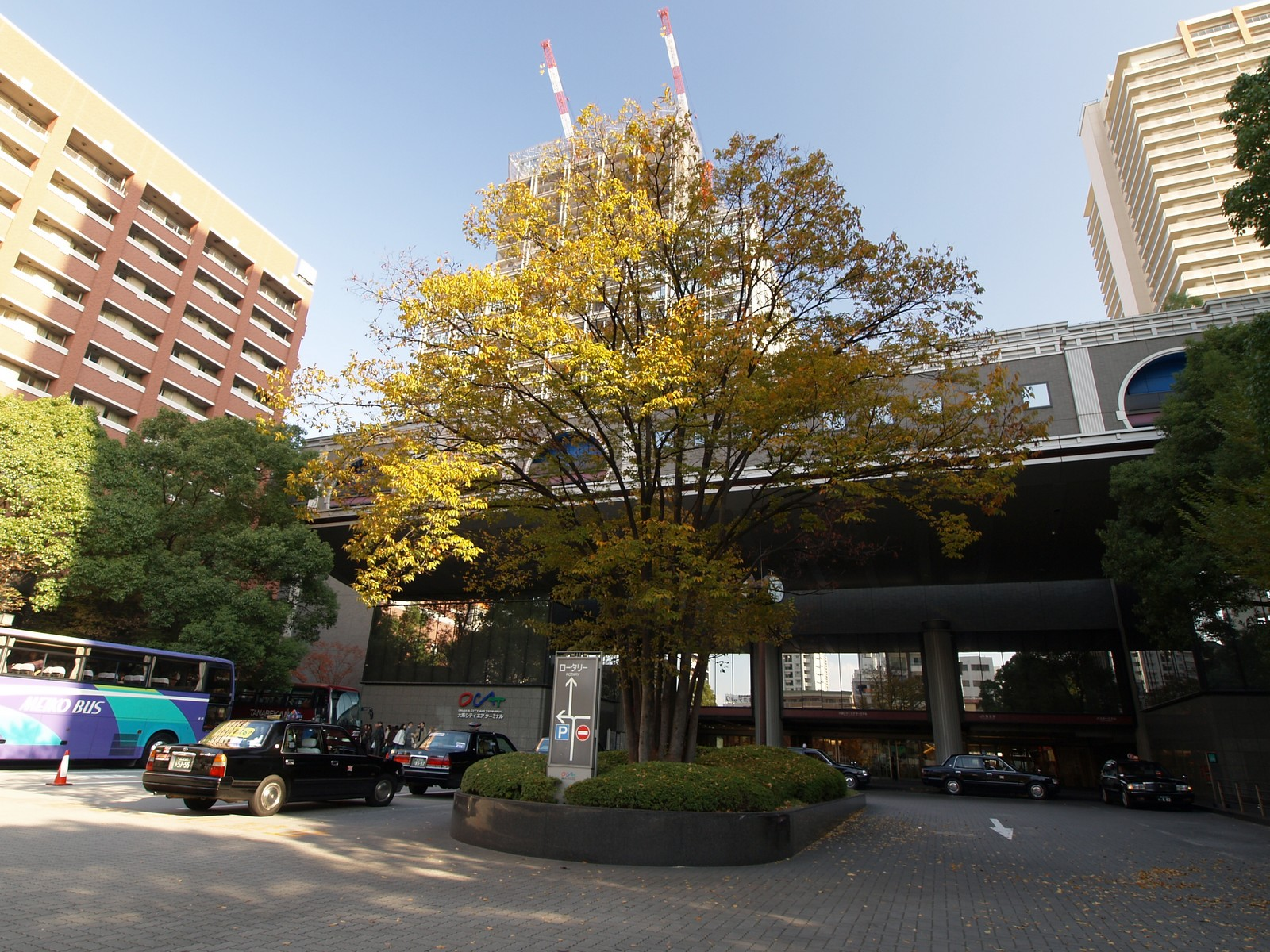
OCAT（西側）（　2008年11月）
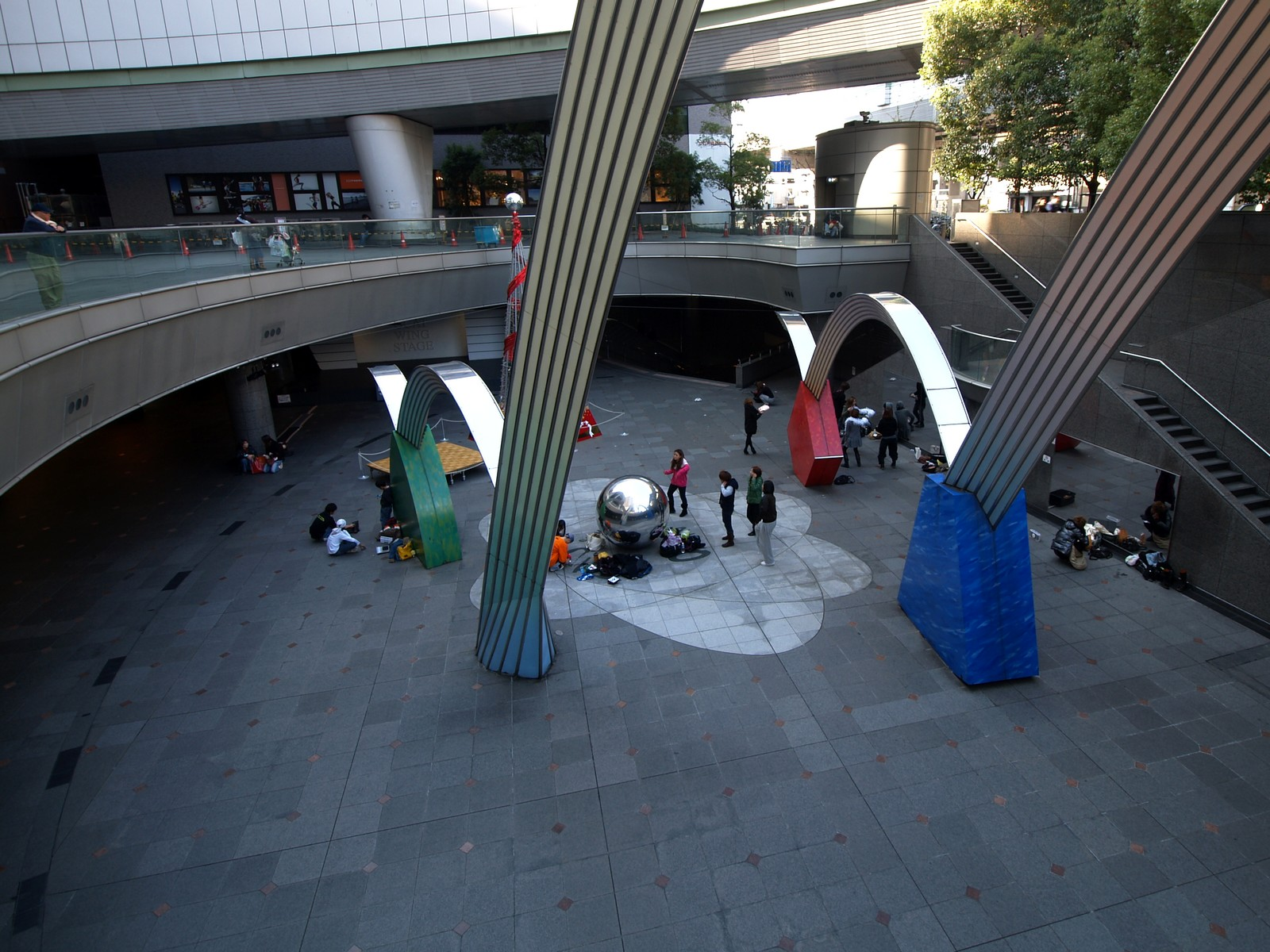
改札階（地下1F）（　2008年11月）
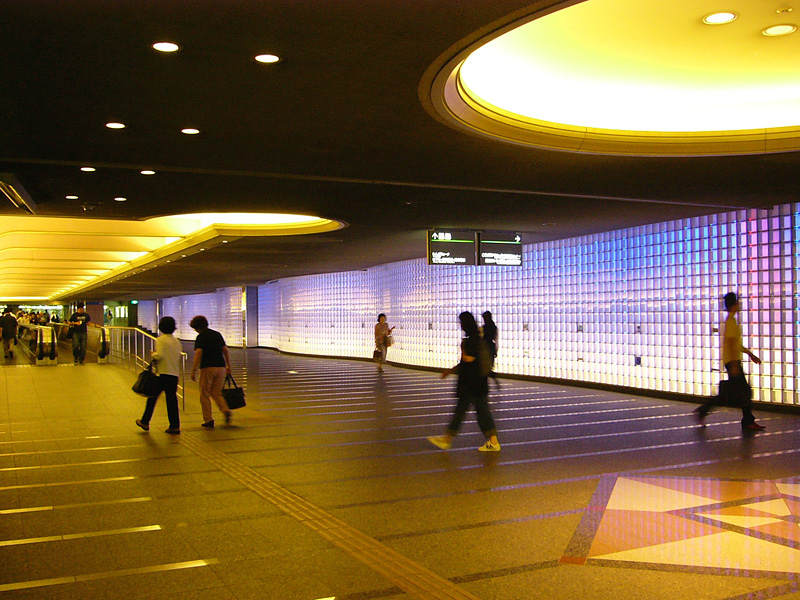
なんばウォークへの連絡通路（2005年9月）
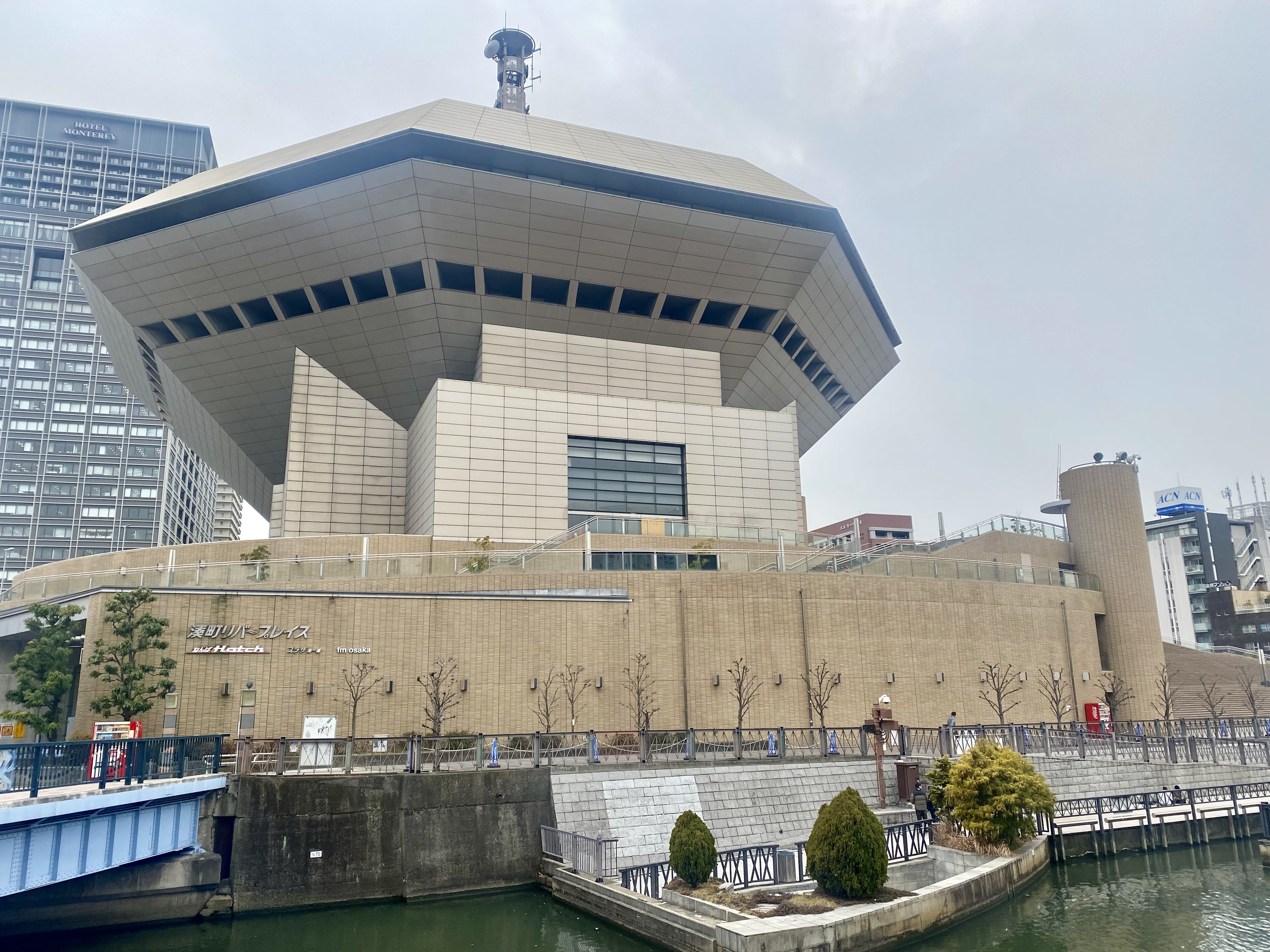
湊町リバープレイス
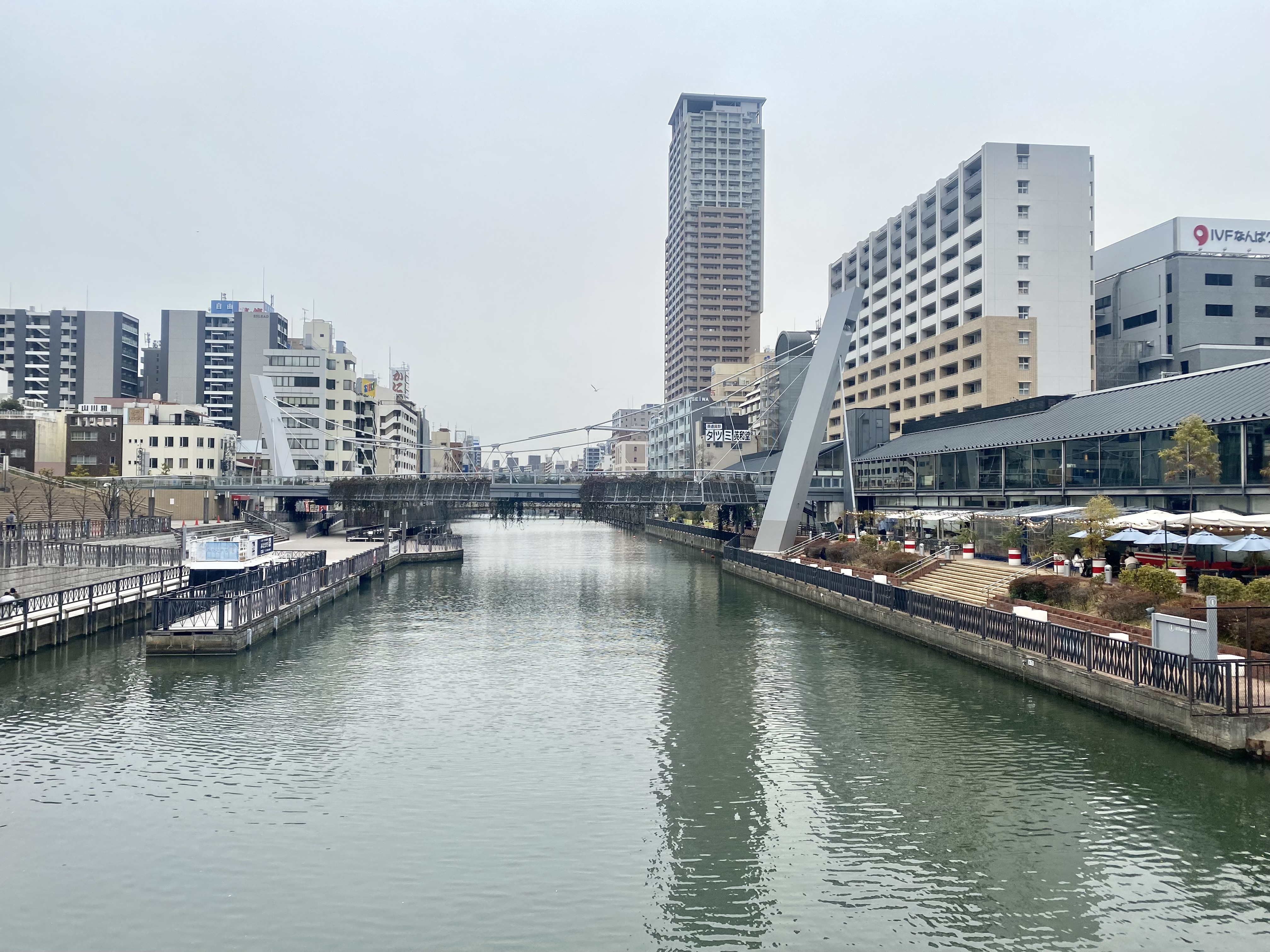
湊町船着場

## バス路線
大阪シティエアターミナル (OCAT) の2階に「湊町バスターミナル」（呼称は乗り入れ各社により異なる）があり、関西国際空港や大阪国際空港行きのリムジンバスや、日本各地への高速バスが発着している。
また、千日前通沿いに大阪シティバスのJR難波駅前バス停がある。
千日前通のりば
- 西行
  - 29号系統：地下鉄住之江公園
  - 52号系統：あべの橋
  - 60号系統：天保山
  - 71号系統・87号系統：鶴町四丁目
  - 75号系統：大阪駅前
- 東行
  - 29号系統・52号系統・71号系統・87号系統：なんば
  - 60号系統・75号系統：なんば（髙島屋前）

四つ橋筋のりば
- 北行
  - 8号系統：大阪駅前
  - 84号系統：弁天町駅前・八幡屋三丁目
  - 85号系統：杭全
  - IKEA⇔なんばExpress：IKEA鶴浜

## 隣の駅
西日本旅客鉄道（JR西日本）
 大和路線（関西本線）
■ 快速
新今宮駅 (JR-Q19) - JR難波駅 (JR-Q17)
■ 普通
今宮駅 (JR-Q18) - JR難波駅 (JR-Q17)
なにわ筋線（2031年度開業予定）
JR難波駅 - 西本町駅（仮称）

### 記事本文